# Gewerbliche Schule Künzelsau
Die Gewerbliche Schule Künzelsau ist eine berufliche Schule im gewerblichen Bereich in Baden-Württemberg. Sie befindet sich im Berufsschulzentrum von Künzelsau. Träger der Schule ist der Hohenlohekreis.

## Geschichte
Am Schuljahresbeginn 15. Mai 1912 wurde der Unterrichtsbetrieb an der Gewerbeschule mit Handelsfachabteilung begonnen. Dazu beschloss der Künzelsauer Gemeinderat am 14. März 1912, folgende Schüler zuzulassen:
1. Technische Berufe: Bauberufe, Metall- und mechanische Berufe
2. Mit den technischen Berufen verwandte Berufe: Gärtner, Konditoren, Kübler, Küfer, Müller, Posamentier, Sattler, Schneider, Schuhleistenmacher, Schuhmacher, Weber, Textilarbeiter
3. Sonstige: Kaufleute, Bierbrauer und Säger, die aber vom Zeichenunterricht entbunden sind

## Schularten
Aktuell werden folgende Schularten an der Gewerblichen Schule Künzelsau angeboten:

### Ausbildungsberufe
- Feinwerkmechaniker
- Industriemechaniker
- Werkzeugmechaniker
- Technischer Produktdesigner
- Kunststofftechnologe
- Maschinen- und Anlagenführer
- Fleischer
- Fachverkäufer Fleischerei
- Elektroniker Geräte und Systeme KOOP
- Elektroniker für Geräte und Systeme
- Industrieelektriker[3]

### Zweijährige Berufsfachschulen
- Metalltechnik
- MINTec[4]

### Berufskollegs
- Einjähriges technisches Berufskolleg I[5]
- Einjähriges technisches Berufskolleg II[6]
- Einjähriges technisches Berufskolleg FH[7]

### Technisches Gymnasium
- Technisches Gymnasium Profil Technik und Management[8]

## Schüler-, Forschungs- und Technikzentrum (SFT)
Die Innovationsregion Hohenlohe e.V. (IR) finanziert verschiedene MINTec-Angebote im Rahmen des Pflicht- und Ergänzungsunterrichts für die Sekundarstufen I + II. Als Basis und zentraler Standort wurde im Juni 2014 im Beisein des Kultusministers das Schüler-, Forschungs- und Technikzentrums SFT HOHENLOHE, dessen Träger die IR ist, an der Gewerblichen Schule Künzelsau eröffnet.

## Schul- und Schüleraktivitäten
Die Schule gehört zum Netzwerk „Schule ohne Rassismus - Schule mit Courage“.
Für intensive Ausbildungsinhalte verfügt die Schule über eine Industrie-4.0-Lernfabrik. Dabei ist die Aufgabe, eine Metalldose zu befüllen, zu verschließen, zu verpacken, sowie eine Endkontrolle durchzuführen.
Die Lernfabrik in Künzelsau besteht aus Grundlagenlabor und verketteter Anlage.
Das Grundlagenlabor besteht aus diversen Lernboards zur Grundlagenschulung in Pneumatik, Elektropneumatik, Sensorik, IoT und SPS-Boards. Anhand acht zusätzlicher Förderbänder können die Grundlagen zusammen mit den Boards im Labor getestet und umgesetzt werden.
Die verkettete Anlage besteht aus Palettenlager, Individueller Bestückung (Handlingstation), Montage/Demontagestation, Station zur Kamerainspektion (Qualitätskontrolle), Entnahme- und Anbindestation für Handarbeit sowie 3D-Drucker. Für die Einzelstationen ist ein digitaler Zwilling über Siemens NX und TIA Portal nutzbar. SAP4School ist in die Anlage integriert.